# 버키 해리스
스탠리 레이먼드 "버키" 해리스(Stanley Raymond "Bucky" Harris, 1896년 11월 8일 ~ 1977년 11월 8일)는 미국의 전 프로 야구 선수이자 감독이다.
1920년대 주로 2루수로 활약하면서 선수 겸임을 포함한 메이저 리그 베이스볼 감독 29개의 시즌을 맡아 두 차례 월드 시리즈 제패를 포함한 아메리칸 리그 통산 3회의 우승을 거두었다. 1975년 감독으로 미국 야구 명예의 전당에 헌액되었다.

## 어린 시절
스위스와 웨일스 계통의 해리스는 뉴욕주 포트저비스에서 태어나 6세가 되고 나서 펜실베이니아주 피츠턴에서 자라왔다. 그의 모친 캐서린이 피츠턴 근처의 휴스타운에서 건너온 동안 부친 토머스는 웨일스인 이민자였다. 그의 형 멀은 마이너 리그의 2루수였다. 해리스는 13세 때 학교를 떠나 지방 탄갱 버틀러 광산에서 사동으로서, 그리고 후에 검량관으로 일하였다. 자신의 예비 시간에 해리스는 빈터 야구는 물론 피츠턴 YMCA 팀을 위하여 농구를 하였다.

## 선수와 겸임 감독 경력
해리스는 5 피트 9 인치 (1.75m)의 신장에 156 파운드 (71kg)로 우투우타였다. 1916년 피츠턴의 토박이자 훗날의 명예의 전당 헌액자인 당시 디트로이트 타이거스 감독 휴이 제닝스는 해리스를 그의 첫 계약으로 맺어 센트럴 리그의 클래스 B 머스키곤 레즈에 그를 맡겼다. 거기서 그는 타자로서 분투하여 나오게 되었다. 해리스는 그러고 나서 인터내셔널 리그의 1918년 ~ 19년 버펄로 바이슨스와 함께 마이너 리그 베이스볼의 최고 수준에 도달하기 전에 1917년을 통하여 스크랜턴 마이너스, 노퍽 타스와 리딩 프리첼스와 함께 잡혔다. 해리스는 바이슨스와 함께 후기의 시즌 동안 자신의 타구 실력을 향상시켜 126개의 안타를 이루고 자신의 평균을 .282로 올렸다.
그러고 나서 그는 엥겔 스타디움에서 채터누가 룩아우츠를 이끈 야구 흥행주 조 엥겔에 의하여 워싱턴 세너터스로 추천되었다. 1919년 8월 22세의 나이로 그는 세너터스에 입단하였으나 처음에 인상적이지 못하여 빈약한 .214 점을 타구하고 그 첫 시즌에 8개 만의 경기로 들어갔다. 이 부족한 볼품에 불구하고 소유자 겸 감독 클라크 그리피스는 그를 1920년 세너터스의 정규 2루수로 만들었고, 장기적으로 해리스가 .300 점을 타구하고, 완고한 경쟁자로서 자신을 위한 특정을 이루기 전에 자신들의 첫 교전에 그가 타이 콥을 터치아웃을 할 때 해리스를 위협한 그 더욱 맹렬한 슈퍼스타 콥에 용감히 대항하였다.
해리스는 세너터스(1919 ~ 28)와 함께 2루수로서 자신 선수 경력의 대부분을 보냈다. 1924년 그는 선수 겸 감독으로 임명되었으며 27세의 나이로 그는 메이저 리그 베이스볼에서 최연소 감독이었다. 그는 자신의 신인 시즌에 워싱턴 D. C.에서 자신들의 단 하나의 월드 시리즈 타이틀로 세너터스를 지도하는 데 속행하였고, "The Boy Wonder"라는 별명이 붙었다. 그는 1925년 2연속 아메리칸 리그 페넌트를 우승하였으나 세너터스는 피츠버그 파이리츠에게 월드 시리즈를 패하였다. 야구 역사가 윌리엄 C. 캐샤터스는 1924년 월드 시리즈에서 그의 지배적인 활약에 관하여 "기회들을 위하여 그가 세운 기록들 만이 받아들여진 것이 아니라 신나는 7개의 경기 정세에서 더블 플레이와 척살들이나 그는 .333 점을 타구하였고, 득점을 열고 4번째 이닝에서 세너터스에 1 대 0의 선두를 준 7번째 경기에서 중요한 홈런을 포함하여 2개의 홈런을 쳤다."라고 썼다. 이 업적들은 그의 전체 경력에서 가볍게 치는 해리스가 9개 만의 홈런을 친 것을 숙고한 더욱 인상적이었다.

## 1925년 후 감독 경력
1928년 세너터스로부터 그의 시초적 이탈(그는 1935년 ~ 42년과 1950년 ~ 54년 2번이나 그들을 감독하는 데 돌아왔다)은 선수 겸 감독으로서 타이거스로 이적에 들어왔다. 하지만 전부의 의지와 결심들을 위하여 1928년은 전임적 선수로서 그의 마지막 해였다. 그는 타이거스의 정렬 - 1929년에 7개와 1931년 4개 - 11개 만의 카메오 출연을 하였다. 전부에서 그는 활약한 1,263개의 경기에 나와 9개의 홈런, 224개의 2루타, 64개의 3루타, 472개의 출루와 167개의 도루와 함께 1,297개의 안타를 수집하였다.
세너터스의 외야수의 지도 선수로서 자신의 3개의 갈라진 기간들에 추가로 해리스는 타이거스를 2번 (1929년 ~ 33년과 1955년 ~ 56년), 보스턴 레드삭스 (1934년), 필라델피아 필리스 (1943년)과 뉴욕 양키스 (1947년 ~ 48년)을 감독하기도 하였다.

### 세너터스, 타이거스, 레드삭스와 필리스와 함께 (1926년 ~ 43년)

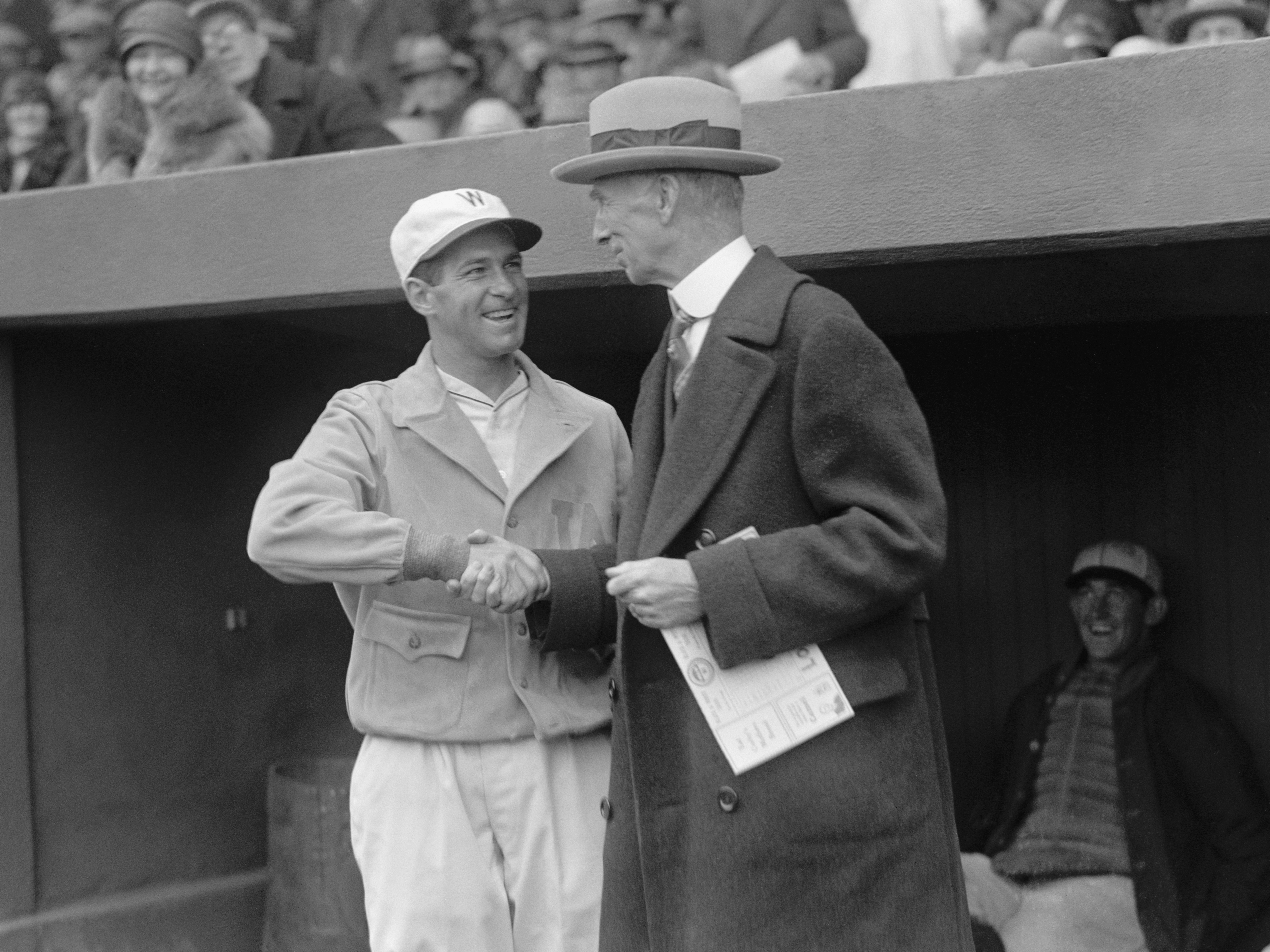
코니 맥과 악수하는 해리스 (1926년)

1924년 ~ 25년 그의 연속적인 페넌트들이 있던 후, 해리스는 다음 3개의 시즌을 위하여 첫 디비전에서 세너터스를 지킬 수 있었으나 그들의 우승 총수는 쇠퇴하였으며, 96개 (1925년)에서 81개 (1926년)로, 그리고 그러고 나서 75개(1928년 79개의 패배에)로 떨어져 해리스의 후임자로서 명예의 전당 투수 월터 존슨이 임명되면서 해리스를 이적시키고, 감독들을 바꾸는 데 그리피스를 이끌었다. 1928년 타이거스는 68개 만의 경기를 우승하였고, 해리스의 1929년 판은 근소한 향상 만을 제공하여 70개의 우승을 거두었다. 타이거스의 감독으로서 5개의 전임적 시즌에서 해리스는 타이거스가 76 승 75 패로 가고, 양키스에 밀려 5위를 하고 29개와 2분의 1 경기를 끝낼 때 1932년 단 하나의 우승의 해를 야기하였다. 1933년의 쇠약해진 세월에 해리스는 물러났다. 필라델피아 애슬레틱스로부터 취득된 훗날의 명예의 전당 헌액자 포수인 그의 결국적 후임자 미키 코크런이 선수 겸 감독으로서 1934년 ~ 35년에 연속적 페넌트와 후반의 해에 그들의 처음이자 마지막 월드 챔피언십으로 타이거스를 이끌었다.
1934년을 위하여 해리스는 레드삭스의 감독으로서 계약을 맺었다. 레드삭스는 아메리칸 리그에서 당시 습관적인 최하위였고, 자신들의 1918년 월드 시리즈 이래 15개의 연속적 패배 시즌을 기록하였다. 1933년 레드삭스는 63개 만의 경기를 우승하였고, 마티 맥매너스 아래 8개 팀의 아메리칸 리그에서 7위를 하였으나 부유한 새로운 소유자 톰 요키는 구단과 펜웨이 파크 둘 다의 주요 재건을 시작하였다. 욜리는 맥매너스를 버리고 개인적으로 그의 새로운 감독으로서 해리스를 선발하였으며 그의 1934년 레드삭스는 새롭게 매입된 최우수 왼손잡이 투수 레프트 그로브에 의하여 부상 투성이의 시즌에 불구하고 패배 시즌의 연속을 깨 .500 점 (76 승 75 패)에서 끝냈다. 그러나 레드삭스의 더그아웃에서 해리스의 체류는 하나의 시즌 밖에 못갔다. 그와 레드삭스의 총지배인 에디 콜린스는 자신들의 활약 세월 이래 서로 다투었고, 욜리는 콜린스를 상의하지 않고 해리스를 기용하였을 것이다. 강하게 타구하는 세너터스의 28세 선수 겸 감독 조 크로닌이 이적 매매에 유효해질 때 요키와 콜린스는 빠르게 움직여 10월 26일 크로닌을 위하여 유격수 린 레이리와 2십 2만 5천 달러를 세너터스로 보냈으며, 그러고 나서 1935년을 위하여 그를 감독으로 임명하였다. 해리스는 그러고 나서 크로닌의 옛 직업을 차지하여 클라크 그리피스와 세너터스로 돌아갔다.
세너터스에서 해리스의 2번째 임기는 주장으로서 그의 장기적 재직권인 8개의 시즌 (1935년 ~ 42년) 동안 지속되었으나 1924년 ~ 25년의 되풀이들을 야기하지 않았다. 해리스의 팀들 중 하나 만인 1936년 세너터스는 82 승 71 패의 기록과 첫 디비전 종결을 가졌다. 해리스는 팀을 아메리칸 리그의 최하부로 못 들어오게 하였으나 3연속 7위 완료(1940년 ~ 42년)는 그의 이탈과 1943년 필리스의 주장으로서 내셔널 리그에서 그의 단 하나의 시즌으로 이끌었다.
1942년 야구에서 아마 최악의 팀 (42 승 109 패, .278) 필리스는 겨우 제재업자 윌리엄 D. 콕스에게 팔렸다. 해리스 아래 1943년 판은 .424 점(39 승 53 패)의 야구를 하는 데 향상시켰으나 7월 27일 감독은 뜻밖에 해고되었다. 해리스는 그러고 나서 경기들에 내기하기 위하여 프로 야구로부터 콕스의 추방에서 역할을 맡았다. 그의 해고에서 격노한 해리스의 친구들은 콕스가 야구의 도박 반대 위임을 위반하고 있었다고 야구 커미셔너 커니쇼 마운틴 랜디스에 알렸다. 랜디스는 그러고 나서 콕스의 행동에 관하여 사람에 증언하는 데 자신의 사무실로 해리스를 소환하여 소유자는 3달 후에 무기 정지를 당하였고 필리스는 그해 11월 R. R. M. 카펜터에게 팔렸다.

### 1947년 ~ 48년 양키스와 2년, 그리고 하나의 챔피언십

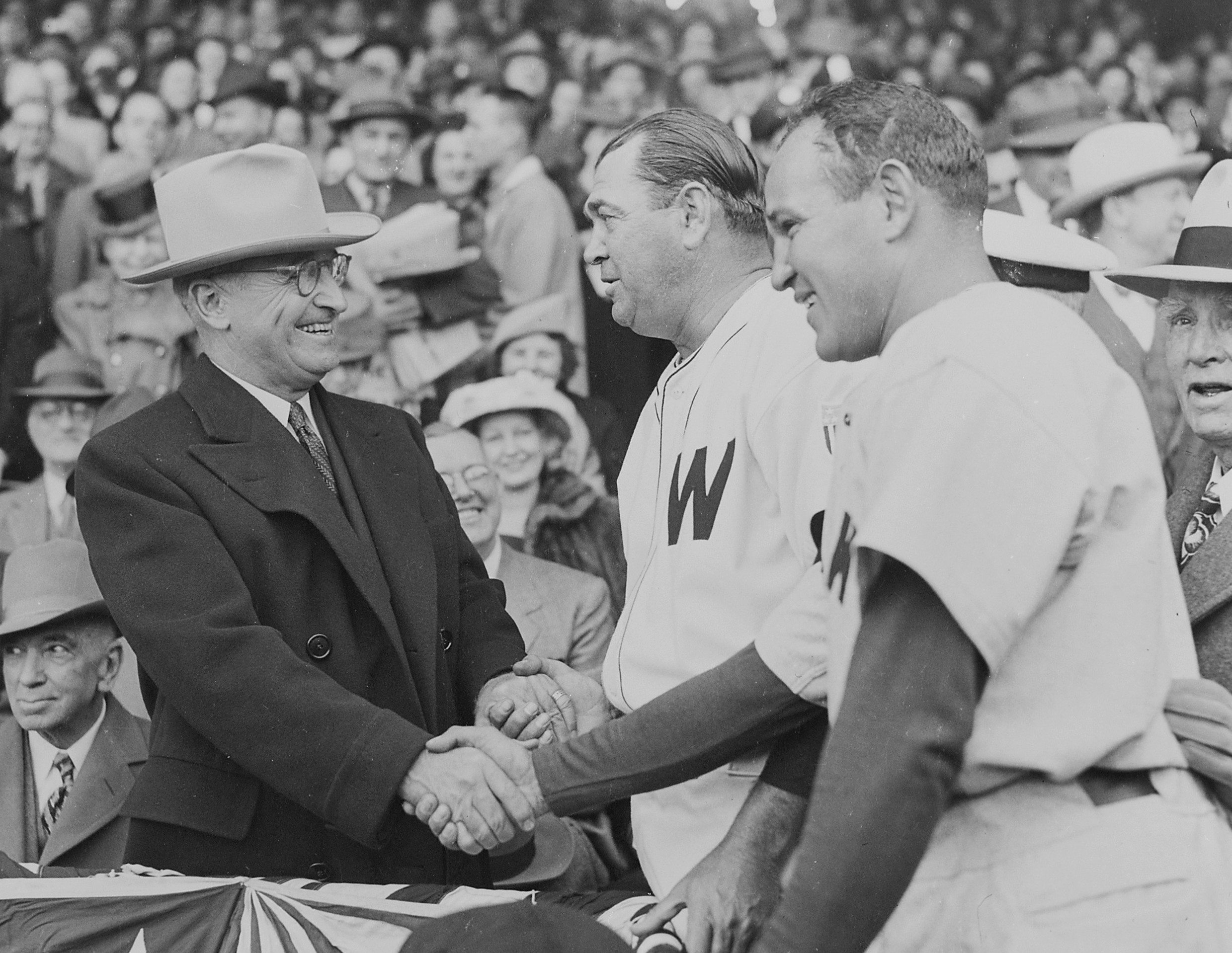
1947년 야구 시즌의 오프닝 데이에 해리 트루먼 대통령과 함께

해리스는 인터내셔널 리그에서 자신의 옛 팀 버펄로 바이슨스의 총지배인 (1944년 ~ 46년)과 구장 감독 (1944년 ~ 45년)으로서 메이저 리그의 외부에서 3개의 시즌을 보냈다. 1946년 8월 양키스의 공동 소유자이자 총지배인 래리 맥페일은 해리스를 본부의 직위로 임명하였다.
소란스러운 1946년 시즌은 맥페일이 3명의 감독들 - 조 매카시, 빌 디키와 조니 나인을 고용하고, 페넌트를 우승한 레드삭스에 뒤져 3위를 한 것을 보았다. 시즌의 종결에 맥페일은 해리스를 보머스의 1947년 감독으로 임명하였고, 그는 해리스를 팀의 1947년 감독으로 임명하였고, 그는 자신의 3번째 아메리칸 리그 페넌트와 양키스의 15번째 리그 타이틀로 팀을 이끌었다.
MVP 선수 조 디마지오와 새롭게 취득된 출발 투수 앨리 레이놀즈의 뒤로 1947년의 양키스는 97개의 경기를 우승하였고, 12개 경기의 차이에 의하여 타이거스에 우세하였다. 그러고 나서 양키스는 공포적, 7개의 경기 가을 클래식에서 재키 로빈슨이 이끄는 브루클린 다저스를 꺾을 때 해리스의 2번째 월드 시리즈 챔피언십을 우승하였다.
맥페일이 양키스에서 자신의 상금을 팔고, 1947년 시리즈 후에 즉시 야구를 떠났어도 해리스는 감독으로서 2번째 시즌을 위하여 돌아왔다. 그의 1948년 양키스는 1위를 위하여 동점에서 정규 시즌을 끝낸 클리블랜드 인디언스와 레드삭스에 밀려 열광적인 페넌트 경주이자 2개의 경기에서 가까운 3위를 하는 데 94개의 경기를 우승하였다. 그러나 결과는 양키스의 맥페일 소유의 뒤의 소유자들 댄 토핑과 델 웹, 그리고 그들의 새로운 총지배인 조지 와이스에게 불만을 느끼게 하였고, 그들은 해리스를 케이시 스텡걸과 대체하였다. 스텡걸은 다음 12개의 시즌에 양키스를 10개의 아메리칸 리그 페넌트와 7개의 월드 시리즈로 이끌었다.

### 후반의 경력:세너터스와 타이거스에서 최종의 임기들 (1950년 ~ 56년)
해리스는 세너터스의 주장으로서 자신의 3번째 일정 기간을 발포하기 전에 퍼시픽 코스트 리그의 샌디에이고 파드리스의 감독으로서 1949년 마이너 리그로 돌아가 104 패의 1949년 시즌이 실행되었다. 그의 첫 캠페인 1950년은 세너터스를 위하여 17개 경기의 향상을 보았고, 그러고 나서 그는 팀을 1952년 78 승 76 패의 기록으로 이끌었으나 팀은 자신들의 감독으로서 최종의 기간인 해리스의 5년의 세월에 2번째 디비전을 탈출할 수 없었다.
그럼에 불구하고, 타이거스는 1955년을 위하여 자신들의 감독으로서 프레드 허친슨을 대체하는 데 해리스를 선택하였고, 타이거스에서 자신의 2번째 기간의 첫 시즌에 해리스는 다시 선회를 일으켰다. 1955년의 타이거스는 79개의 경기를 우승하였고, 1950년 이래 자신들의 첫 .500 위의 시즌을 가지고 나서 1956년 82개의 경기를 우승하였다. 그러나 타이거스는 각각 시즌에 5위를 하였고, 자신들의 본부에서 소란을 경험하고 있었으며 솔직한 소유자 월터 브릭스 주니어는 시즌 동안 해리스와 그의 코치들의 거칠게 비판적이었고 팀을 팔으려고 한 진행에 있었다. 새로운 소유자 프레드 노어에 의하여 해고된 해리스는 2,158 승 2,219 패의 기록과 함께 자신의 29년 메이저 리그 베이스볼 감독 경력을 마감하였다. 2014년으로 봐서 해리슨은 메이저 리그 베이스벌 감독 경력 우승들에서 7위에 들어와있다.

## 본부 경력
1957년 60세의 나이로 해리스는 본부 자격에서 레드삭스에 재가입하였다. 그는 2개의 시즌을 위하여 조 크로닌에 수석 총 지배인을 지냈고, 그러고 나서 크로닌이 아메리칸 리그의 회장으로 임명될 때 레드삭스의 구장 감독으로서 크로닌이 해리스를 해임시킨지 24년 후인 1959년 1월 총 지배인으로서 그의 뒤를 이었다. 해리스는 1960년 9월 후순에 해고되기 전에 2개의 패배 시즌을 위하여 레드삭스의 총 지배인을 지냈다. 그의 감시에 레드삭스는 다저스와 로빈슨의 데뷔 후 다스의 세월보다 많이 1959년 7월 21일에 결국 트리플 A에서 온 흥행적 펌프시 그린에 의한 야구의 차별 장벽을 깼다. 그들은 인종적으로 합류하는 데 16개의 이전 확장 팀들 중의 마지막이었다.
그러나 1959년 레드삭스는 75 승 79 패의 기록으로 갔고 2번째 디비전으로 떨어져 8개의 연속적 패배 시즌의 연속을 시작하였다. 그러고 나서 1960년 명예의 전당 헌액자 테드 윌리엄스의 최종 시즌에 그들은 65개 만의 경기를 우승하였고, 8개의 팀 리그에서 7위를 하였다. 33세의 나이에 아직도 생산적이던 우익수 재키 젠슨은 1958년 아메리칸 리그의 MVP와 아메리칸 리그의 1959년 타구 한 득점에서 지도적인 선수로 비행에 자신의 공포의 이유로 은퇴에서 전체의 1960년 캠페인 동안 나가 앉았다.
해리스는 자신의 비틀거리는 팀을 각성시키는 시도에서 소수의 이적들의 혼란을 만들었다. 1959년 ~ 60년 오프 시즌 동안에 일어난 그의 2개의 최고 단면의 처리들은 그가 왼손잡이 투수이자 전 보너스 자랑거리 프랭크 바우만을 시카고 화이트삭스로, 그리고 베테랑 출발 투수 새미 화이트를 인디언스로 보내는 것을 보았다. 그러나 바우만은 1960년의 화이트삭스와 얻은 득점 평균에서 아메리칸 리그를 이끌었고, 화이트는 인디언스에게 보고하는 것보다 뜻밖에 은퇴하여 자신의 이적을 취소하였다. 해리스는 또한 자신이 요키의 협력자 핑키 히긴스를 감독으로서 해고하였고, 1959년 7월 3일 소유자를 상담하지 않으면서 세너터스의 코치 빌리 저지스와 그를 대체할 때 요키와 충돌하였다. 저지스는 1960년 6월 자신의 해고와 히긴스에 의하여 대체가 있기 전에 레드삭스의 지도자로서 달력의 해보다 적게 지속되었다. 해리스의 해고는 4달 후에 완전히 이어지지 않았다.
해리스는 화이트삭스를 위한 스카우트 (1961년 ~ 62년)와 텍사스주 알링턴으로 옮겨지기 전에 1961년부터 1971년 워싱턴 D. C.에서 활약한 새로운 확장의 워싱턴 세너터스 프랜차이즈를 위한 특별 수석인으로서 자신의 장기적 메이저 리그 베이스볼 경력을 끝냈다. 그는 자신의 81세 생일에 메릴랜드주 배서스다에서 사망하여 휴스타운에 있는 세인트피터스 루터 교회에 안치되었다.